# Compresor
Un compresor este o mașină termică folosită pentru mărirea presiunii unui gaz închis într-un recipient, prin micșorarea volumului său. Compresoarele comprimă aerul de la o presiune  inițială de intrare (de obicei presiunea atmosferică), până la presiunea de refulare, superioară.
Principalele caracteristici tehnico-funcționale ale unui compresor cu piston sunt presiunea de refulare și debitul volumic. 
Raportul dintre presiunea finală și presiunea inițială a gazului comprimat se numește raport de comprimare. Dacă acest raport este mai mic ca 3, nu se folosește termenul de compresor, ci cel de suflantă.
Pentru a comprima gazul, compresorul lucrează după un ciclu termodinamic inversat (ciclu generator), consumând lucru mecanic.
Compresoarele sunt mașini termice generatoare antrenate de un motor electric sau cu ardere internă sau turbină cu gaze, prin cuplare directă sau printr-o transmisie mecanică, motorul furnizând energia mecanică necesară funcționării. 
Compresoarele de aer cele mai răspândite sunt cele industriale, care au presiuni de 6-10 bar. Compresoarele  din industria petrolieră și de transport a gazelor realizează presiuni între 20-100 bar, iar cele din industria chimică, 1000-1200 bar.
Mai recent s-au elaborat compresoare electrochimice bazate pe membrane schimbătoare de ioni pentru gaze ca hidrogen, amoniac, etc.

## Clasificare
După principiul de funcționare, compresoarele se pot clasifica în compresoare volumice și compresoare dinamice.

### Compresoare volumice
În compresoarele volumice creșterea presiunii gazului se realizează prin închiderea gazului într-un anumit volum, micșorarea volumului ocupat de gaz până la valoarea corespunzătoare a presiunii și evacuarea gazului la această presiune. Compresoarele volumice realizează presiuni până la 1000 bar, cu debite sub 500 m3/min. 
Compresoarele volumice pot fi: 
- cu piston
- cu diafragmă
- rotative

#### Compresoare cu piston

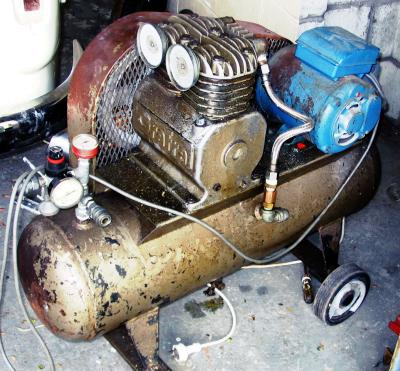
Compresor cu piston

Compresoarele cu piston sunt indicate pentru debite mici și presiuni mari. Raportul de comprimare pentru un cilindru variază între 3,5 și 6, raportul de comprimare total realizându-se prin comprimarea succesivă în mai multe trepte. Compresoarele cu piston de capacități mici se construiesc cu unul sau cu mai mulți cilindri verticali în linie sau în V, iar compresoarele industriale mari se construiesc cu mai mulți cilindri orizontali. 
Un compresor monocilindric are ca parte principală un cilindru  prevăzut cu un sistem de răcire (aripioare de aer sau cu apă). În cilindru este montat pistonul, care este etanșat față de cilindru cu niște segmenți. Cilindrul se termină cu carterul (o cutie care închide mecanismul de antrenare), iar la cealaltă extremitate cu chiulasa (un capac care închide camera de comprimare din cilindru). În chiulasă se află supapele automate de admisiune și de refulare care realizează comunicarea dintre cilindru și galeriile de admisiune și de refulare. Pistonul este acționat de un mecanism bielă-manivelă.
Clasificarea compresoarelor cu piston se poate face după mai multe criterii:
- după dispunerea cilindrilor
- după numărul de cilindri (monocilindrice și policilindrice)
- după numărul de etaje de comprimare
- după debitul de comprimare:

- cu debite mici, Q < 0,5 m3/min
- cu debite mijlocii, Q = (0,5-10 m3/min)
- cu debite mari, Q =10-50 m3/min

- după presiunea maximă de refulare:

- de presiune joasă, p = 3–10 bar
- de presiune medie, p = 10–100 bar
- de presiune înaltă, p = 100–1000 bar

Alte moduri de a clasifica compresoarele sunt:
- Compresoare cu debit fix
- Compresoare cu debit variabil
- Compresoare staționare
- Compresoare mobile

#### Compresoare cu diafragmă
Compresorul cu diafragmă sau membrană utilizează pentru comprimarea gazului o membrană flexibilă în locul unui piston convențional. Comprimarea gazelor are loc prin mișcarea membranei înainte și înapoi acționată de o tijă și un mecanism cu arbore cotit. Numai membrana și caseta compresorului sunt în contact cu gazul comprimat. 
Presiunea și volumul aerului produs depind de gradul de flexibilitate și materialul din care este fabricată membrana. Cele metalice, fiind mai rigide, produc un volum mai mic de aer la presiuni ridicate, pe când membranele flexibile, din materiale siliconice sau cauciuc, produc volume mari de gaz la presiuni mai scăzute.
Compresoarele cu membrană sunt utilizate în special pentru comprimarea de gaze pure (hidrogen, heliu, oxigen) și gaz natural.

#### Compresoare rotative
Compresoarele rotative pot fi cu șurub, cu palete în rotor sau cu angrenaje.

##### Compresoare cu șurub
Un compresor cu șurub sau elicoidal este un tip de compresor de gaz care utilizează un mecanism de deplasare rotativ. Ele sunt de obicei folosite pentru a înlocui compresoarele cu piston, acolo unde sunt necesare volume mari de aer de înaltă presiune, fie pentru aplicații industriale mari sau de a folosi unelte pneumatice de mare putere, cum ar fi ciocane de abataj.
Un compresor cu șurub este format din două rotoare, unul conducător cu dinți în formă convexă și unul condus, cu dinți de formă concavă. În timpul angrenării cele două rotoare se întrepătrund formând o linie continuă de angrenare de la partea de aspirație la cea de refulare. Spațiul dintre dinții rotoarelor devin din ce în ce mai mici de la aspirație la refulare, realizând astfel comprimarea gazului. Acționarea rotoarelor se face fie direct, fie prin intermediul unei perechi de roți dințate. Compresoarele cu șurub fără injecție de ulei pot fi folosite pentru un raport de comprimare de 3,5-4, iar compresoarele cu șurub cu injecție de ulei pot realiza un raport de comprimare de 10-15, maxim 20, într-o singură treaptă. 
Compresoarele cu șurub se folosesc în diverse domenii cum ar fi stațiile de extracție petrol și gaze naturale, stațiile submarine, industria petrochimică, aplicații industriale, pompare gaze în conducte sau rezervoare de stocare, sistemul de alimentare cu gaze a turbinelor de gaz, acționare de unelte pneumatice etc. 

##### Compresoare cu palete în rotor
Un compresor rotativ cu lamele în rotor sau rotativ cu lamele culisante, este compus dintr-un stator cilindric și dintr-un rotor cilindric  plasat excentric în cilindru. Acesta este prevăzut cu șanțuri longitudinale în care culisează lamele care au aceeași lungime ca statorul cilindric și rotorul. Statorul cilindric este prevăzut cu canalele de aspirație și de refulare. Răcirea este realizată cu aripioare de răcire. Când arborele se rotește, lamelele sunt supuse acțiunii forțelor centrifuge, astfel că sunt în contact permanent cu cilindrul interior, culisând în canalele din rotor, iar între rotor și cilindru se formează o cameră în care are loc aspirația și comprimarea gazului.

##### Compresoare cu angrenaje

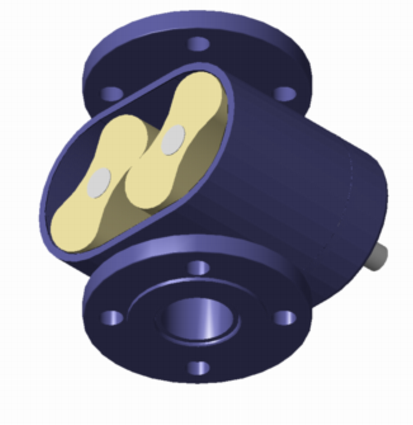
Compresor rotativ cu rotoare profilate

Un compresor cu angrenaje sau rotativ cu rotoare profilate, este construit din două rotoare profilate, fiecare cu câte doi sau trei lobi, introduse într-un stator și între care este un spațiu de maxim 0,2 mm. Antrenarea sincronă a rotoarelor se face cu un angrenaj cu roți dințate. Când se rotesc, rotoarele profilate formează împreună cu statorul o cameră în care are loc aspirația și comprimarea gazului. 
Construcția elicoidală a rotoarelor contribuie atât la uniformizarea debitului, cât și la micșorarea zgomotului produs în timpul funcționării. 

### Compresoare dinamice
În cazul compresoarelor dinamice compresia este obținută prin transformarea vitezei aerului aspirat prin intermediul unui rotor paletat, motiv pentru care mai sunt cunoscute și sub denumirea de turbocompresoare. Compresoarele dinamice furnizează presiuni până la 25 bar la debite foarte mari. Se împart în compresoare centrifugale și compresoare axiale.

#### Compresoare centrifugale

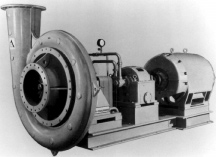
Compresor centrifugal

Într-un compresor centrifugal comprimarea gazelor se realizează prin acțiunea forței centrifuge asupra gazului la trecerea printr-un rotor.
După presiunea la sfârșitul comprimării, se deosebesc: 
- turbocompresoare pentru presiuni mai mari de 2 bar
- turbosuflante, pentru presiuni de 0,1-2 bar
- ventilatoare pentru presiuni sub 0,1 bar

Sunt obținute debite de până la 2500 m3/min.

#### Compresoare axiale

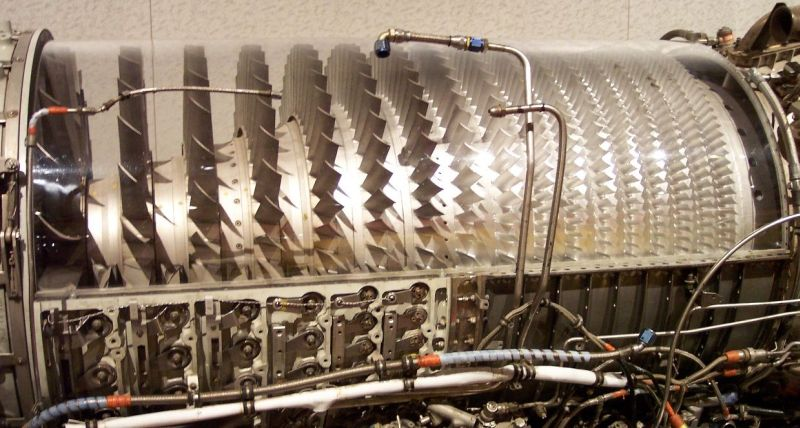
Compresor axial

Un compresor axial este constituit din mai multe coroane de palete mobile montate fie pe niște discuri, fie pe un tambur și din coroane de palete directoare fixate de carcasă. Ansamblul format dintr-o coroană de palete mobile și o coroană de palete directoare formează o treaptă de comprimare. Compresoarele axiale produc debite ce pot depăși 10 000 m3/min.
Derivat din compresorul axial este ventilatorul axial compus numai dintr-un rotor și o carcasă cilindrică. Rotorul se învârtește în carcasă care este prevăzută cu un colector de aspirație. Datorită acțiunii paletelor are loc deplasarea gazului și creșterea presiunii acestuia.